# Скаутский крест
Скаутский крест, также Харцерский крест (пол. Krzyż harcerski) — скаутский знак, используемый в большинстве харцерских (скаутских) организаций Польши.
Вручается членам харцерских организаций страны во время принесения обещания, до которого скауты носят на месте креста лилию.

## Учреждение награды
В первом номере журнала «Скаут» от 15 октября 1911 года Анджей Малковский объявил конкурс «на создание знака для польских скаутов». Среди 84 отправленных работ был проект священника Казимежа Лютославского, который в конце 1912 года и принял Союзом польских харцеров (СПХ). Первые значки, вероятно, были вручены в сентябре 1913 года.
Окончательный внешний вид Харцерского креста был установлен во время объединённой конференции СПХ 1–2 ноября 1918 года.

### Спор об использовании товарного знака
В 1989 году были созданы альтернативные СПХ скаутские организации. По этому поводу сейм ПНР принял закон от 7 апреля 1989 года «Об ассоциациях», статья 46 которого закрепляла за СПХ исключительные права на использование униформы, значков и символов харцеров.

## Описание награды

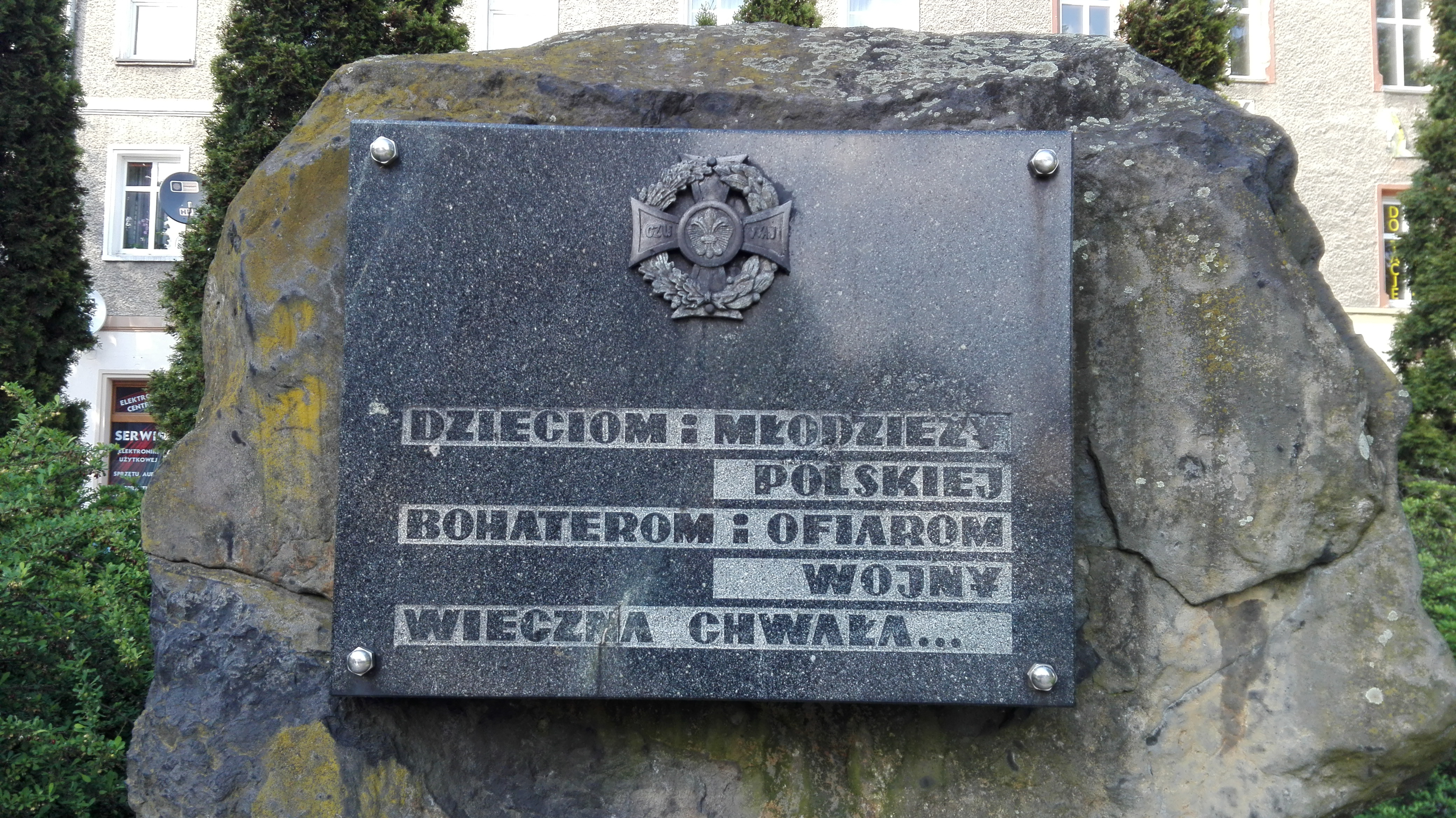
Крест на памятнике разведчику в Пруднике

Скаутский крест имеет форму равнобедренного креста, созданного по образцу орнамента Virtuti Militari, окружённого дубовым и лавровым венком. В центре изображена геральдическая лилия с расходящимися в стороны лучами. На горизонтальных плечах креста слово Czuwaj («дозор»). Крест изготавливался из серебра и оксидированного металла.